# Pel·lícula pornogràfica paròdica
Una pel·lícula pornogràfica paròdica o paròdia porno és un subgènere del gènere pornogràfic del cinema, on la base de la història de la producció o la trama és la paròdia d'un programa de televisió, pel·lícula, figura pública, o d'obres literàries. Aquest subgènere també inclou la paròdia dels esdeveniments històrics o contemporanis, com escàndols polítics. El subgènere ha guanyat acceptació per part de la indústria per a adults en la mesura que en els grans premis es presenten en aquesta categoria per organitzacions com l'AVN i la X-Rated Critics Organization.

## Origen

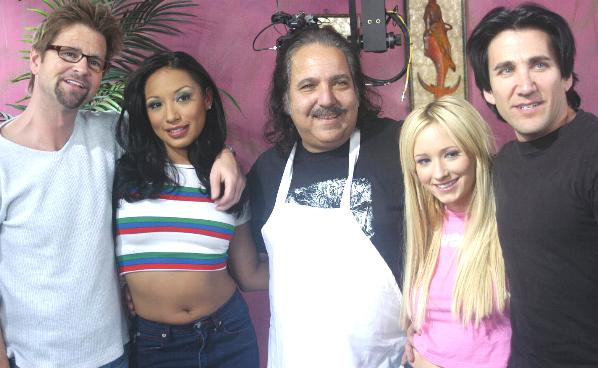
Els actors de la pel·lícula Not the Bradys XXX

Una de les primeres paròdies porno va ser el curtmetratge alemany Schneeflittchen unter den sieben Bergen (Blancaneus i els set pervertits), de 1973. Està basat en la pel·lícula Blancaneus i els set nans, de Disney, i dura onze minuts.
Les pel·lícules pornogràfiques paròdiques van començar a produir-se de forma habitual durant la dècada del 1990, i han estat experimentant una ressurgència popular durant la dècada del 2000 i de 2010. Particularment, una paròdia reeixida que va augmentar la popularitat d'aquest gènere va ser la pel·lícula Not the Bradys XXX, produïda el 2007 i que era una paròdia de la polular sèrie de televisió The Brady Bunch (La Tribu dels Brady). Al Japó destaca des de 2001 l'empresa TMA que realitza pel·lícules d'aquest tipus.

## Tipus
Aquest subgènere és força divers, amb temàtica molt variable.
Hi ha paròdies pornogràfiques produïdes de les sèries de comèdia de situació com Who's the Boss (Qui és el Cap?) i Parks and Recreation (Parcs i recreació), pel·lícules de terror i de drama com Edward Scissorhands (Eduard mans de tisores) i Silence of the Lambs (El silenci dels anyells), ciència-ficció i pel·lícules d'acció d'èxits de taquilla com Star Wars (La guerra de les galàxies) i The Avengers (Els Venjadors), i de drama històric com Downton Abbey, titulat a Down on Abby:Tales from Bottomley Manor.
Hi ha versions tant heterosexuals com homosexuals, com una «paròdia porno gai» de la telerealitat estatunidenca Duck Dynasty, entre d'altres. Algunes paròdies no inclouen històries o esdevediments específics sino la paròdia d'un personatge en concret, com les diverses paròdies que compten amb personatges semblants a Sarah Palin.

## Producció
Algunes paròdies són produccions molt costoses i de qualitat i utilitzen tècniques com CGI (imatges generades per ordinador).
Un crític de cinema va comentar que un personatge d'un llibre de còmic en una paròdia porno era una «versió millorada» de les pel·lícules convencionals.

## Rebuda i ressenyes
Un escriptor del Nova York magazine va comentar que, tot i que la paròdia de la sèrie de PBS Downton Abbey titulada Down on Abby és humorístic, és «plena d'inexactituds històriques» i «no és recomanada per als que es distreuen buscant detalls històricament inexactes, sino pels que els agrada les puntes franceses i els tanga».
El periodista i autor Charlie Jane Anders va escriure, abans de bloguejar el tema, «No em vaig adonar de quantes paròdies porno hi ha, i el terrible que són la majoria d'elles en realitat».

### Acceptació de la indústria
Amb el reconeixent en els seus orígens i l'apel·lació del públic, diverses editorials i grups comercials han creat categories en els premis d'aquest subgènere. Dos dels principals premis de cinema ofereixen el reconeixement d'aquesta categoria en el cinema per a adults.
Els Premis AVN va afegir la categoria de Best sex Parody (Millor paròdia de sexe) el 2009. El 2013, Star Wars XXX', una paròdia porno de Star Wars, va ser la producció més nominada i la guanyadora d'aquesta categoria. El 2012, la pel·lícula Parody and Best Celebrity Sex Tape va ser afegida la categoria de Best Director (Millor director).
Els Premis XRCO van afegir la categoria de Best Parody (Millor paròdia) el 2003. El premi va ser per una pel·lícula produïda per Wicked Pictures i dirigida per Jonathan Morgan, Space Nuts (una paròdia de la pel·lícula de Mel Brooks Spaceballs, que era una paròdia de Star Wars i que va ser la guanyadora del Premi Millor comèdia de la AVN el 2004).

### Mitjans de comunicació dominants
El gènere ha obtingut l'atenció del mitjans de comunicació dominants. El 2009, el director de cinema pornogràfic Will Rider, va ser entrevistat per Joshua Alston, escriptor de la revista Newsweek, sobre el seu paper de lideratge en el ressorgiment de les paròdies porno.
En una entrevista de la revista Entertainment Weekly amb Alan Ball, creador de la sèrie True Blood, va declarar: «Acabem de descobrir que estan fent un paròdia pornogràfica de True Blood. Certament és un moment d'anar i Au! ja hem arribat!»
El 2010, l'actriu Anna Paquin va parlar de la paròdia porno del seu propi programa, True Blood, al canal TBS en el programa Lopez Tonight. Paquin va declarar: «Ja saps, en realitat el que és interessant és que (el seu company membre de l'elenc) Steve (Moyer) i jo ho vam trobar tan divertit que la vam donar a tot l'elenc i a l'equip embolicada com un regal, així que crec que probablement vam comprar totes les còpies existents». Es van donar còpies de Tru: A XXX Parody a tot l'elenc i a l'equip en la festa de comiat de la tercera temporada de la sèrie.